# تامی تاینن
تامی تاینن (انگلیسی: Tommy Tynan؛ زادهٔ ۱۷ نوامبر ۱۹۵۵) بازیکن فوتبال حرفه‌ای بازنشسته انگلیسی است.
تامی به عنوان یک مهاجم سخت کار با موهای بلوند شناخته می‌شد و پس از پیروزی در مسابقه استعدادی که توسط روزنامه لیورپول اکو در مدرس لیورپول برگزار شد، او هیچ وقت برای قرمزها ظاهر نشد و به باشگاه فوتبال شفیلد منتقل شد، در سال ۱۹۷۶، جایی که در طی دو سال ۳۱ گل به ثمر رساند.
از باشگاه‌هایی که در آن بازی کرده‌است می‌توان به باشگاه فوتبال لیورپول، باشگاه فوتبال شفیلد ونزدی، باشگاه فوتبال لینکولن سیتی، باشگاه فوتبال تورکی یونایتد، باشگاه فوتبال سوانزی سیتی، باشگاه فوتبال نیوپورت کانتی، باشگاه فوتبال دونکستر راورز، باشگاه فوتبال پلیموث آرگیل، و باشگاه فوتبال روترهام یونایتد، باشگاه فوتبال ردینگ اشاره کرد.